# Toploader
Toploader is een Britse indieband, opgericht in 1997. Ze zijn het bekendst van hun cover van King Harvest's "Dancing in the Moonlight", die in 2000 de Britse Top 10 en ook de Nederlandse Top 40 bereikte.
In 2000 was Toploader een van de populairste acts in de Britse alternatieve muziek, maar hun populariteit nam af, door het opkomen van bands als Coldplay en Muse. Ze gingen in 2003 uit elkaar, maar waren toen al uit het oog verdwenen.
De band had voornamelijk succes met hun albums, welke allebei de Top 5 van Engeland haalden, maar de verkoop van singles viel tegen. Vooral de singles van het tweede album, Magic Hotel, werden laag gewaardeerd, waardoor de band ontslagen werd door hun platenmaatschappij. Van Onka's Big Moka zijn de hits "Dancing in the Moonlight", "Just Hold On" en "Achilles Heel" afkomstig.
In 2009 kwam de band weer bijeen. Ze speelden die zomer op een aantal festivals in Groot-Brittannië en begin 2011 kwam er een nieuw album uit.

## Discografie

### Albums
| Album met eventuele hitnotering(en) in de Nederlandse Album Top 100 | Datum van verschijnen | Datum van binnenkomst | Hoogste positie | Aantal weken | Opmerkingen   |
| ------------------------------------------------------------------- | --------------------- | --------------------- | --------------- | ------------ | ------------- |
| Onka's big moka                                                     | 22-05-2000            | 30-09-2000            | 86              | 1            |               |
| Magic hotel                                                         | 19-08-2002            | -                     |                 |              |               |
| Dancing in the moonlight - The best of Toploader                    | 09-03-2009            | -                     |                 |              | Verzamelalbum |
| Only human                                                          | 06-06-2011            | -                     |                 |              |               |

### Singles
| Single met eventuele hitnotering(en) in de Nederlandse Top 40 | Datum van verschijnen | Datum van binnenkomst | Hoogste positie | Aantal weken | Opmerkingen                 |
| ------------------------------------------------------------- | --------------------- | --------------------- | --------------- | ------------ | --------------------------- |
| Let the people know                                           | 1999                  | -                     |                 |              |                             |
| Dancing in the moonlight                                      | 2000                  | 15-07-2000            | 16              | 5            | Nr. 52 in de Single Top 100 |
| Achilles heel                                                 | 2000                  | 16-09-2000            | tip15           | -            | Nr. 80 in de Single Top 100 |
| Just hold on                                                  | 2000                  | -                     |                 |              |                             |
| Only for a little while                                       | 2001                  | -                     |                 |              |                             |
| Time of my life                                               | 05-08-2002            | -                     |                 |              | Nr. 95 in de Single Top 100 |
| Some kind of wonderful                                        | 2002                  | -                     |                 |              |                             |
| Never stop wondering                                          | 2011                  | -                     |                 |              |                             |
| She said                                                      | 2011                  | -                     |                 |              |                             |
| A balance to all things                                       | 02-04-2012            | -                     |                 |              |                             |

| Single met hitnotering(en) in de Vlaamse Ultratop 50 | Datum van verschijnen | Datum van binnenkomst | Hoogste positie | Aantal weken | Opmerkingen |
| ---------------------------------------------------- | --------------------- | --------------------- | --------------- | ------------ | ----------- |
| Dancing in the moonlight                             | 2000                  | 02-09-2000            | tip3            | -            |             |
| A balance to all things                              | 2012                  | 14-07-2012            | tip27           | -            |             |

### NPO Radio 2 Top 2000
| Nummer met noteringen in de NPO Radio 2 Top 2000 | '21  | '22  |
| ------------------------------------------------ | ---- | ---- |
| Dancing in the Moonlight                         | 1905 | 1949 |

1. ↑  Een vetgedrukt getal geeft de hoogste notering aan.
2. ↑  2021 was het eerste jaar met een notering voor dit nummer.
3. ↑  Deze tabel is bijgewerkt tot en met de laatste editie (2024).